# Ziegenmarkt 7

Ziegenmarkt 7, aus Richtung Kohlmarkt gesehen.

Nordseite zur Jakobstraße.

Übereckverzierungen und Knaggen.

Das Fachwerkhaus Ziegenmarkt 7 im historischen Weichbild Altstadt in Braunschweig ist ein unter Denkmalschutz stehendes Gebäude, dessen Ursprünge in die erste Hälfte des 16. Jahrhunderts zurückgehen.

## Geschichte
Das Gebäude wurde wohl in der zweiten Hälfte des 16. Jahrhunderts errichtet und im Jahre 1623, also mitten im Dreißigjährigen Krieg, durch deutlich schlichtere Anbauten in der Jakobstraße erweitert (Assekuranznummer 288). Eine erhaltene Inschrift auf der Nordseite gibt darüber Auskunft. Im 18. Jahrhundert diente das Haus der Reformierten Kirche Braunschweig als Wohnhaus ihres Predigers.
1888 wurde das Erdgeschoss stark verändert, um Platz für die Gaststätte „Braunschweiger Hof“ zu machen. Die Mauern des Erdgeschosses wurden dabei in Massivbauweise ausgeführt, wobei ihnen ein Pseudofachwerk vorgeblendet wurde, um den optischen Eindruck eines vollständig aus Fachwerk errichteten Hauses beizubehalten.
Ab 1891 wurde die Gaststätte zuerst von Gastwirt Fritz Bock betrieben und nach dessen Tod bis 1985 von seinen Nachkommen. 1985 fanden erneute Umbauten im Erdgeschoss statt, weil ein Herrenausstatter in die Räumlichkeiten einzog. Architekt war Joachim Lepper, der Bauherr war der Kaufmann Jens Carlson. Carlson war auch ein bekannter Sammler mechanischer Musikautomaten, die in einem Nachbarhaus am Ziegenmarkt ausgestellt wurden. Anfang 2024 musste das Bekleidungsgeschäft schließen.

## Beschreibung
Das dreigeschossige, traufständige Fachwerkhaus mit Satteldach liegt an der Ecke zur Jakobstraße auf der nordwestlichen Seite des Ziegenmarktes. Vom nur ein paar Meter weiter nordöstlich gelegenen Kohlmarkt ist es in direkter Sichtlinie zu sehen und ist somit als Blickpunkt von stadtbildprägender Bedeutung.
Das Gebäude wurde im Laufe der Jahrhunderte mehrmals, vor allem im Erdgeschoss, umgebaut, um letzteres als Ladengeschäft nutzen zu können. Lediglich die erste und zweite Etage weisen auf der Ostseite je sechs Sprossenfenster auf. Die dritte Etage ist mittig als Zwerchhaus mit drei Fenstern ausgeführt.
Zwischen der ersten und zweiten Etage ist ein umlaufender, stilisierter Laubstab mit einem darunter verlaufenden Strang aus Tauband und Perlen als Verzierung angebracht. Die Ellipsen des Laubstabes sind durch einen sie längs durchlaufenden Stab geteilt. Darunter befinden sich farbig gefasste, profilierte Knaggen. Die zweite und dritte Etage kragen jeweils ein Stück weiter über die darunter liegende aus.

## Inschrift und Tafel

Inschrift auf der Nordseite mit Jahreszahl „1623“ in römischen Zahlen

Auf der Nordseite, in der Jakobstraße, ist zwischen der 1. und 2. Etage in einem Querbalken eine geschnitzte Inschrift aus einer Mischung von Majuskeln und Minuskeln zu sehen. Bei der dort zu findenden Jahreszahl 1623 wurden nur noch Majuskeln verwendet. Die Inschrift lautet:

„Da PaCeM IehoVa VrbI BrVnsVIgae ANNO DOMINI · M · DC · XXIII ·“

„Gott, gib der Stadt Braunschweig Frieden. Im Jahre des Herrn 1623.“

Die Bitte um Frieden für die Stadt Braunschweig bezog sich mit Sicherheit auf den Dreißigjährigen Krieg, der gerade erst fünf Jahre zuvor begonnen hatte und der zwar nicht Braunschweig, wohl aber das etwas südlich gelegene Wolfenbüttel samt umliegender Dörfer in Mitleidenschaft gezogen hat.
Als Bauherr wird ein Johann Bese vermutet, der von 1608 bis 1631 Eigentümer des Hauses war. Bese stammte aus dem 90 km östlich gelegenen Magdeburg und stand von 1598 bis 1626 als Sekretär in Diensten der Stadt. Verheiratet war er mit Anna Werneke. Am 12. Juli 1626 wurde Bese auf dem Friedhof der Gemeinde St. Martini bestattet.
Die Inschrift lief ursprünglich noch weiter nach rechts, ist aber heute bis auf die zwei Buchstaben „I“ und darunter „A“ sowie zwei angeschnittene weitere Buchstaben nicht mehr erhalten. So wird heute gemutmaßt, was dort einst stand. Eine Vermutung ist, dass es sich jeweils um die Anfänge der Initialen des Eigentümerehepaares „IB“ für „Johann Bese“ und „AW“ für seine Ehefrau „Anna Werneke“ handeln könnte.
Ebenfalls auf der Nordseite wurde evtl. in Verbindung mit den Arbeiten 1985 eine Tafel an der Außenwand der 2. Etage angebracht, auf der in schwarzer Schrift auf weißem Grund über das vermutliche Alter des Gebäudes und den zeitlichen Kontext seiner Erbauung (Dreißigjähriger Krieg) Auskunft gegeben wird.